# Thawi Watthana Samut Sakhon United FC
Der Thawi Watthana Samut Sakhon United Football Club (Thai: ทวีวัฒนา สมุทรสาคร ยูไนเต็ด) ist ein thailändischer Fußballverein aus Samut Sakhon, der in der Thailand Semi-Pro League, der vierthöchsten thailändischen Spielklasse, spielt.
Der Verein ist auch bekannt unter dem Namen Bruda Whale (วาฬบรูด้าพิฆาต).

## Vereinsgeschichte
Der Verein wurde 2008 als IPE Samut Sakhon FC gegründet. 2016 wurde der Verein in IPE Samut Sakhon United FC umbenannt. 2016 spielte der Verein in der dritten Liga, der Regional League Division 2. Hier spielte er in der Western Region. Seit der Ligareform 2017 tritt der Verein in der Thai League 4, wo er ebenfalls in der Western Region spielt, an. 2020 wurde der Verein in Thawi Watthana Samut Sakhon United FC umbenannt.

## Namenshistorie
- 2008: Gründung als IPE Samut Sakhon FC
- 2016: Umbenennung in IPE Samut Sakhon United FC
- 2020: Umbenennung in Thawi Watthana Samut Sakhon United FC

## Vereinserfolge
- Khǒr Royal Cup (ถ้วย ข.)

2015 – Sieger
- Thai League 4 – West

2018 – 2. Platz

## Stadion
Der Verein trägt seine Heimspiele im Institute of Physical Education Samut Sakhon Stadium in Samut Sakhon aus. Das Stadion hat eine Kapazität von 6378 Personen. Eigentümer sowie Betreiber ist das Institute of Physical Education Samut Sakhon.

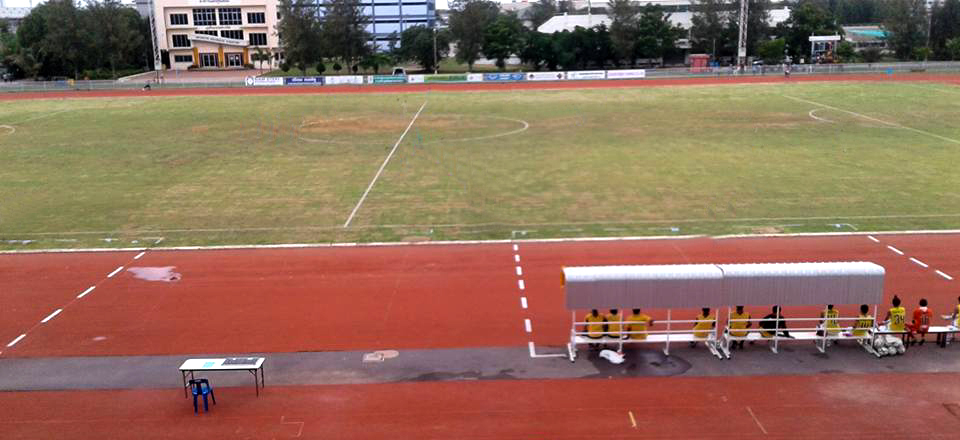
IPE Samut Sakhon Stadium

### Spielstätten seit 2016
| Saison       | Stadion                                              | Standort                                 | Kapazität | Eigentümer                                   | Koordinaten                       |
| ------------ | ---------------------------------------------------- | ---------------------------------------- | --------- | -------------------------------------------- | --------------------------------- |
| 2016         | Samut Songkhram Stadium                              | Samut Songkhram, Provinz Samut Songkhram | 6000      | Samut Songkhram Province                     | 13° 24′ 51,1″ N, 99° 59′ 58,6″ O  |
| 2017 – heute | Institute of Physical Education Samut Sakhon Stadium | Samut Sakhon, Provinz Samut Sakhon       | 6378      | Institute of Physical Education Samut Sakhon | 13° 32′ 30,2″ N, 100° 16′ 51,8″ O |

## Besten Torschützen seit 2016
| Saison  | Name                  | Tore |
| ------- | --------------------- | ---- |
| 2016    | Abdollah Kolahkaj     | 5    |
| 2017    | Nutchawit Khunnak     | 8    |
| 2018    | Almamy Sylla          | 11   |
| 2019    | Kittin Duangket       | 5    |
| 2020/21 | Thawatchai Wisetdee   | 8    |
| 2021/22 | Noppaklao Damrongthai | 5    |
| 2022/23 | Piyawat Nakphon       | 4    |

## Saisonplatzierung
| Saison                                | Liga                              | Liga                       | Liga                       | Liga                       | Liga                       | Liga                       | Liga                       | Liga                       | Liga                       | Pokal                      | Pokal                      |
| Saison                                | Liga                              | Level                      | Spiele                     | S                          | U                          | N                          | Tore                       | Punkte                     | Position                   | FA Cup                     | League Cup                 |
| IPE Samut Sakhon United FC            | IPE Samut Sakhon United FC        | IPE Samut Sakhon United FC | IPE Samut Sakhon United FC | IPE Samut Sakhon United FC | IPE Samut Sakhon United FC | IPE Samut Sakhon United FC | IPE Samut Sakhon United FC | IPE Samut Sakhon United FC | IPE Samut Sakhon United FC | IPE Samut Sakhon United FC | IPE Samut Sakhon United FC |
| ------------------------------------- | --------------------------------- | -------------------------- | -------------------------- | -------------------------- | -------------------------- | -------------------------- | -------------------------- | -------------------------- | -------------------------- | -------------------------- | -------------------------- |
| 2016                                  | Regional League Division 2 – West | 3                          | 22                         | 4                          | 4                          | 14                         | 21:40                      | 16                         | 11.                        |                            | 1. Qualifikationsrunde     |
| 2017                                  | Thai League 4 – West              | 4                          | 27                         | 11                         | 5                          | 11                         | 39:40                      | 38                         | 6.                         |                            | 1. Qualifikationsrunde     |
| 2018                                  | Thai League 4 – West              | 4                          | 24                         | 12                         | 6                          | 6                          | 31:18                      | 42                         | 2.                         |                            | Play-Off Qualifikation     |
| 2019                                  | Thai League 4 – West              | 4                          | 24                         | 7                          | 5                          | 12                         | 25:45                      | 26                         | 7.                         |                            |                            |
| Thawi Watthana Samut Sakhon United FC |                                   |                            |                            |                            |                            |                            |                            |                            |                            |                            |                            |
| 2020                                  | Thai League 4 – West              | 4                          | 1                          | 0                          | 0                          | 1                          | 2:4                        | 0                          | 9.                         |                            |                            |
| 2020/21                               | Thai League 3 – West              | 3                          | 17                         | 3                          | 2                          | 12                         | 15:38                      | 11                         | 11.                        |                            |                            |
| 2021/22                               | Thai League 3 – West              | 3                          | 20                         | 8                          | 1                          | 11                         | 22:32                      | 25                         | 7.                         | 1. Runde                   | 1. Qualifikationsrunde     |
| 2022/23                               | Thai League 3 – West              | 3                          | 22                         | 1                          | 3                          | 18                         | 13:74                      | 6                          | 12. ▼                      |                            | 2. Qualifikationsrunde     |
| 2024                                  | Thailand Semi-Pro League          | 4                          |                            |                            |                            |                            |                            |                            |                            |                            |                            |

| Abbruch nach dem zweiten Spieltag aufgrund der COVID-19-Pandemie |